# صمدآباد (هریس)
صمدآباد یکی از روستاهای استان آذربایجان شرقی است که در دهستان بدوستان شرقی بخش مرکزی شهرستان هریس شهرستان هریس واقع شده‌است.